# Élection présidentielle américaine de 1836 en Alabama
L'élection présidentielle américaine de 1836 en Alabama se déroule du 3 novembre au 7 décembre 1836, dans le cadre de l'élection présidentielle de 1836. Elle voit la victoire du vice-président sortant Martin Van Buren sur le sénateur du Tennessee Hugh Lawson White (en).

## Résultats
| Candidats              | Candidats              | Candidats       | Grands électeurs | Vote populaire | Vote populaire |
| À la présidence        | À la vice-présidence   | Parti           | Grands électeurs | Voix           | %              |
| ---------------------- | ---------------------- | --------------- | ---------------- | -------------- | -------------- |
| Martin Van Buren       | Richard Mentor Johnson | Parti démocrate | 7                | 20 638         | 55,34          |
| Hugh Lawson White (en) | John Tyler             | Parti whig      | 0                | 16 658         | 44,66          |